# Devin Hester
Devin Hester (født 4. november 1982 i Riviera Beach, Florida) er en NFL-spiller for Atlanta Falcons. Han bærer nr. 17. Han bruges primært som returner, men bruges også som wide receiver.
Hester blev taget i 2. runde af draften 2006, og mange kritiserede Chicago Bears for at have valgt en spiller så tidligt der kun ville kunne bruges som returner. Selvom Hester officielt spillede Cornerback, havde Lovie Smith ingen intentioner om at bruge ham på denne position. Som rookie returnerede Hester 6 touchdowns (2 kickoff, 3 punt og 1 brændt field goal), hvilket er en nfl-rekord. 
Hester er blevet en så frygtindgydende returnmand, at modstanderens special teams ofte vælger bevidst at sparke bolden væk fra ham, for at undgå et langt return, selvom det betyder de bliver nødt til at sparke kortere. Således nyder Chicago Bears godt af at have god field position, mod at Hester bliver neutraliseret.
Hester har pr. 27/12-2011 returnet 5 Kickoff returns og 12 Punt returns, hvilket er rekord for en returner. Det var den 20. december 2010 i en kamp mod Minnesota Vikings at Hester satte all-time rekord for kombineret kickoff og punt returns med 14.
Hester er både i 2006, 2007 og 2011 blevet valgt til Pro Bowl returner.

## Skift til Receiver
I training camp forud for 2007 sæsonen offentliggjorde Lovie Smith at Hester ville blive konverteret til en wide receiver. Smith håbede at Hester ville opnå den samme succes som Carolina Panthers' Steve Smith, der også primært var returnmand i sin tidlige karriere. Hester scorede sit første receiving touchdown mod Minnesota Vikings på et 81-yard catch. I 2007 sæsonen scorede Hester 6 touchdowns på returns, inklusive to i kampen mod Denver Broncos. Derudover greb han 20 bolde for 299 yards og 2 touchdowns.